# بئر موكوا
بئر موكوا هو عبارة عن بحيرة صغيرة الحجم تحت الأرض وتقع أسفل مقاطعة يارين في جمهورية ناورو.
بالقرب من البحيرة توجد أيضاً كهوف موكوا والتي هي عبارة عن سلسلة من الكهوف الممتدة تحت الأرض.

## التاريخ
خلال الحرب العالمية الثانية، كان بئر موكوا هو المصدر الرئيسي لمياه الشرب لسكان ناورو. ولهذا السبب يُشار إلى المسطح المائي بالبئر بدلاً من البحيرة.
في عام 2001، قررت سلطات ناورو وضع سياج لمنع وقوع الحوادث، بعد وقوع حادث غرق بسبب تناول الكحول في نفس العام.